# Canadian Screen Award
Der Canadian Screen Award (französisch Les prix Écrans canadiens) ist ein seit 2013 jährlich in Kanada von der Academy of Canadian Cinema & Television (ACCT), einer 1979 gegründeten Non-Profit-Organisation, vergebener Film- und Fernsehpreis. 
Der Preis entstand aus der Zusammenlegung der früher von der Akademie vergebenen Genie Awards für Filmproduktionen und der Gemini Awards für Fernsehproduktionen. Der Preis ist aufgrund der Zusammensetzung von Film und Fernsehen mit dem Golden Globe Award in den USA vergleichbar. Durch die Vielzahl der Kategorien (22 für Filme, über 75 für Sendungen) kann man ihn aber auch mit dem Oscar und dem Emmy gleichsetzen.

## Geschichte
Im Mai 2012 gab die kanadische Akademie für Kino und Fernsehen (Academy of Canadian Cinema & Television) die Zusammenlegung der Genie Awards und der Gemini Awards in eine neue Veranstaltung bekannt, um so kanadischen Film- und Fernsehproduktionen einen besseren Wiedererkennungswert zu ermöglichen. Der Name der Verleihung wurde im September 2012 enthüllt und repräsentiert die verschiedenen, für den Konsum genutzten Bildschirme (Kino, Fernsehen, Computer und mobile Geräte). Die erste Verleihung, moderiert von Martin Short, fand am 3. März 2013 statt und wurde von CBC Television übertragen. Die zweite Verleihung fand am 9. März 2014 statt, die dritte am 1. März 2015.

## Nominierungen
Spielfilme, die sich für die Canadian Screen Awards qualifizieren möchten, müssen
- im Zeitraum vom 1. Januar bis zum 31. Dezember eines Jahres erstmals mindestens sieben Tage lang in einem öffentlichen Kino in Calgary, Edmonton, Halifax, Montreal, Ottawa, Quebec City, Toronto, Vancouver, Victoria oder Winnipeg gegen Entgelt gezeigt worden sein oder
- im Zeitraum vom 1. Januar bis zum 31. Dezember eines Jahres auf zwei von der Akademie zugelassenen Filmfestivals gezeigt worden sein.

Dabei ist es unerheblich, ob der Film in englischer oder in französischer Sprache ist.
Fernsehsendungen und -serien, die sich für die Canadian Screen Awards qualifizieren möchten, müssen im Zeitraum vom 1. September eines Jahres bis zum 31. August des nächsten Jahres bei einem englischsprachigen Sender ausgestrahlt worden sein. Dabei ist für Serien ausschlaggebend, dass mindestens 50 Prozent der Serie in diesen Zeitraum fallen, sodass alle Episoden derselben Staffel oder desselben Produktionszyklus nominiert werden können.